# 麦菲特
麦菲特（英語：Brian D. McFeeters，？—），美国外交官，曾任美国驻马来西亚大使。

## 外交生涯
麦菲特曾在2009年至2011年担任驻马来西亚大使馆政务参赞。

### 美国驻马来西亚大使

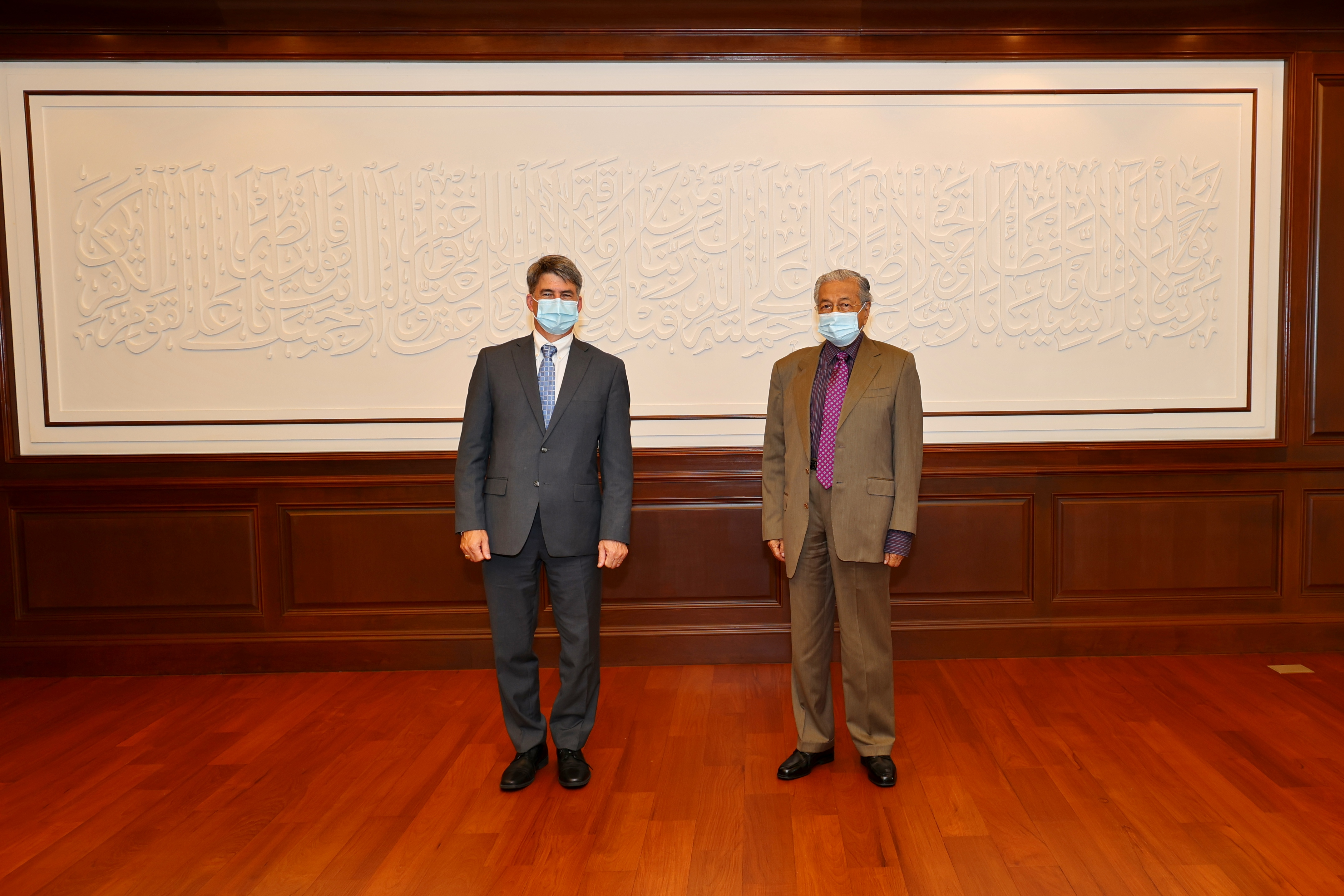
麦菲特于2021年11月22日会见马来西亚前首相马哈迪·莫哈末

2021年2月26日，麦菲特抵达马来西亚首都吉隆坡，正式担任驻马大使一职。
2023年8月，他在卸任前曾表示，美国企业在过去18个月承诺在马来西亚各领域投资总额达1000亿令吉。不久后便离任。